# Bonhams

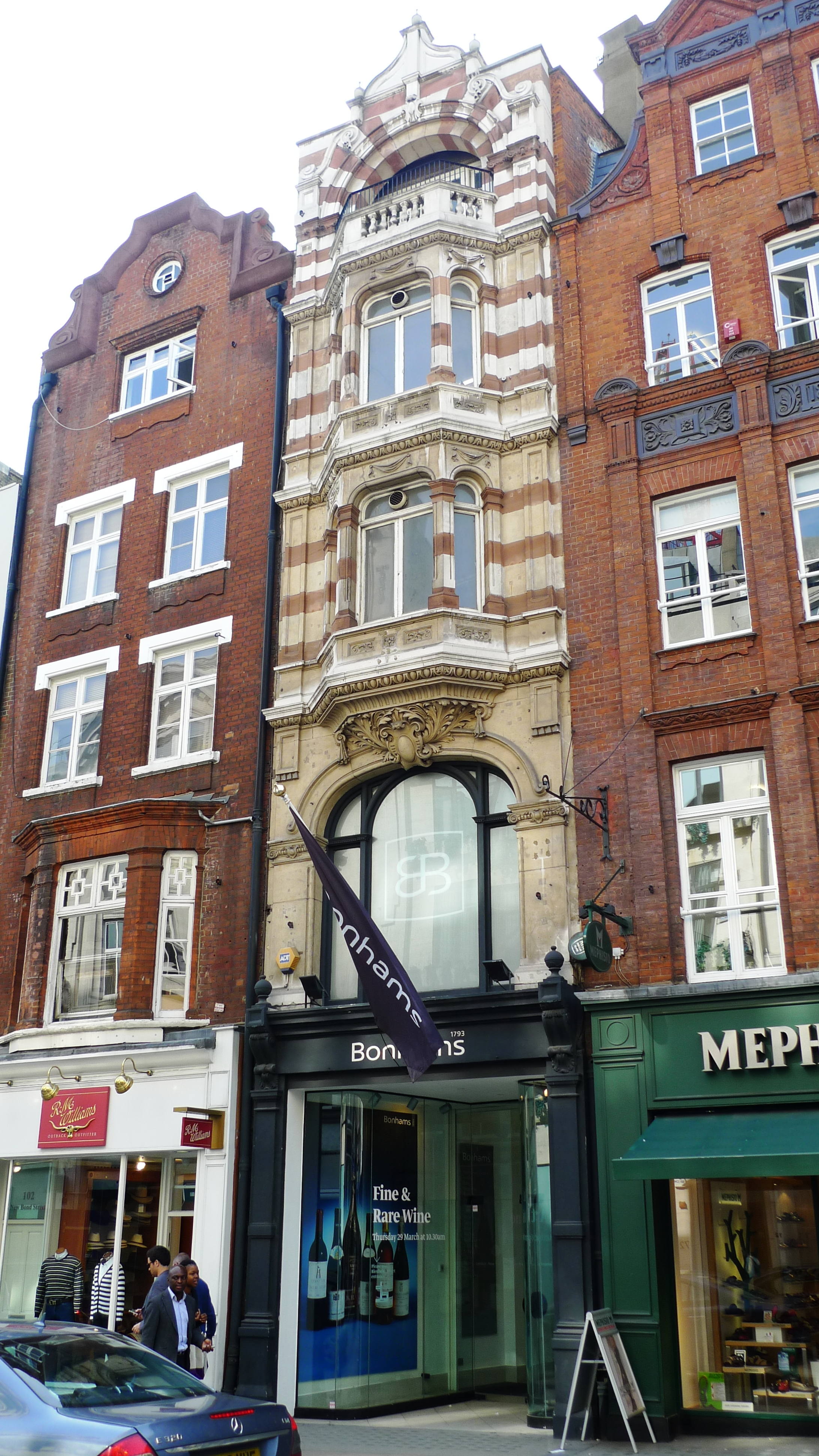
Veilinghuis Bonhams

Bonhams is een internationaal veilinghuis. Het werd opgericht in 1793 en heeft tegenwoordig het op twee veilinghuizen na (Christie's en Sotheby's) grootste marktaandeel. Bonhams heeft twee veilinglocaties in Londen. Voorts opereert Bonham in de Verenigde Staten (Bonhams & Butterfields) en in Australië (Bonhams & Goodmans). Bonhams heeft ook een kantoor in Amsterdam.
Bonham is in particuliere handen en is sinds oktober 2005 weer geheel onafhankelijk nadat een belang van 49,9% van LVMH, het Franse conglomeraat van luxegoederen, werd teruggekocht.
In 2000 werd Bonhams overgenomen door het in 1989 opgerichte veilinghuis Brooks, waarna het geheel Bonhams & Brooks genoemd werd. Een jaar later nam dit bedrijf het veilinghuis Phillips Son & Neale over om in Groot-Brittannië als Brooks te werk te gaan. De Amerikaanse tak van dit veilinghuis is vervolgens verdergegaan als Phillips de Pury & Company.

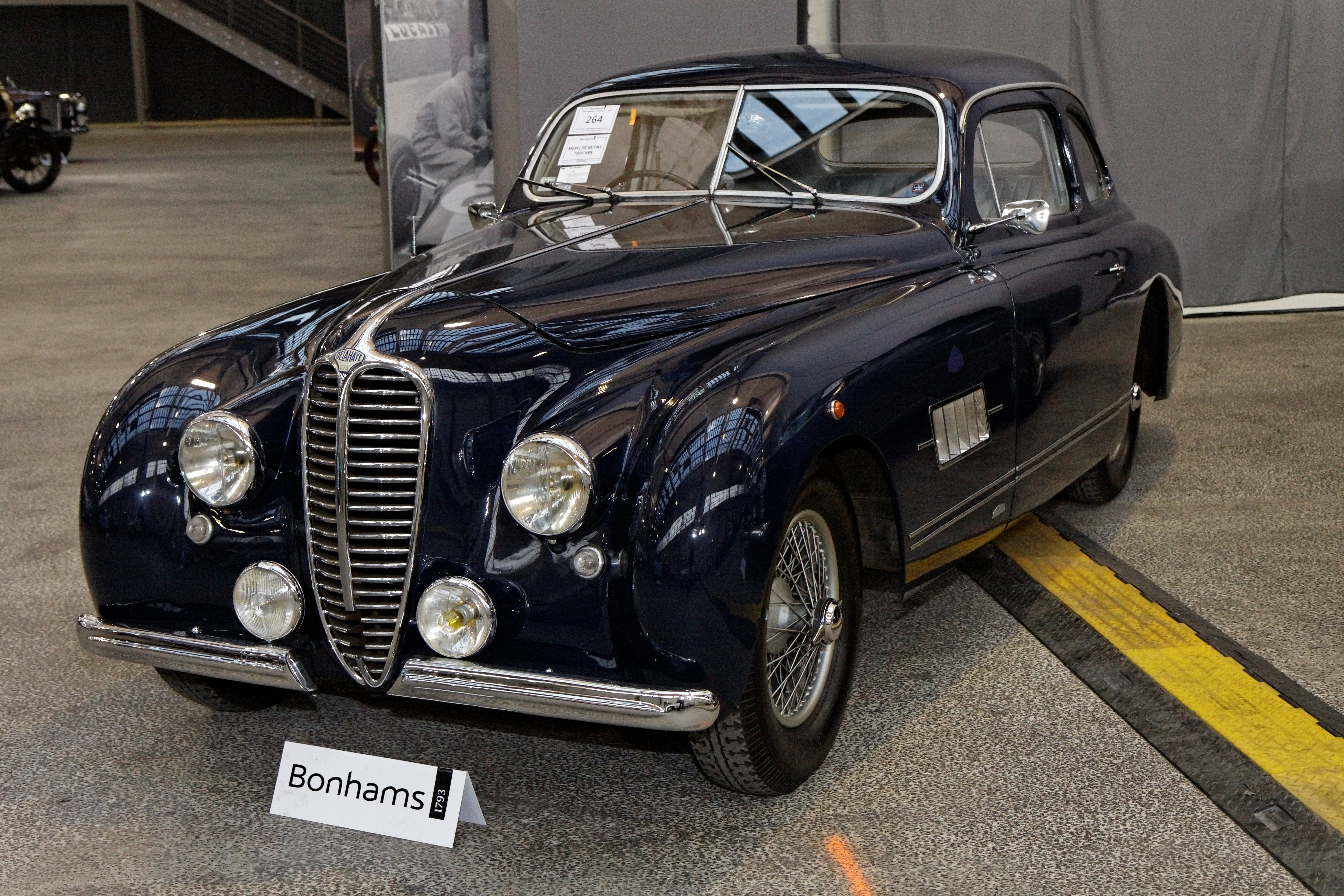
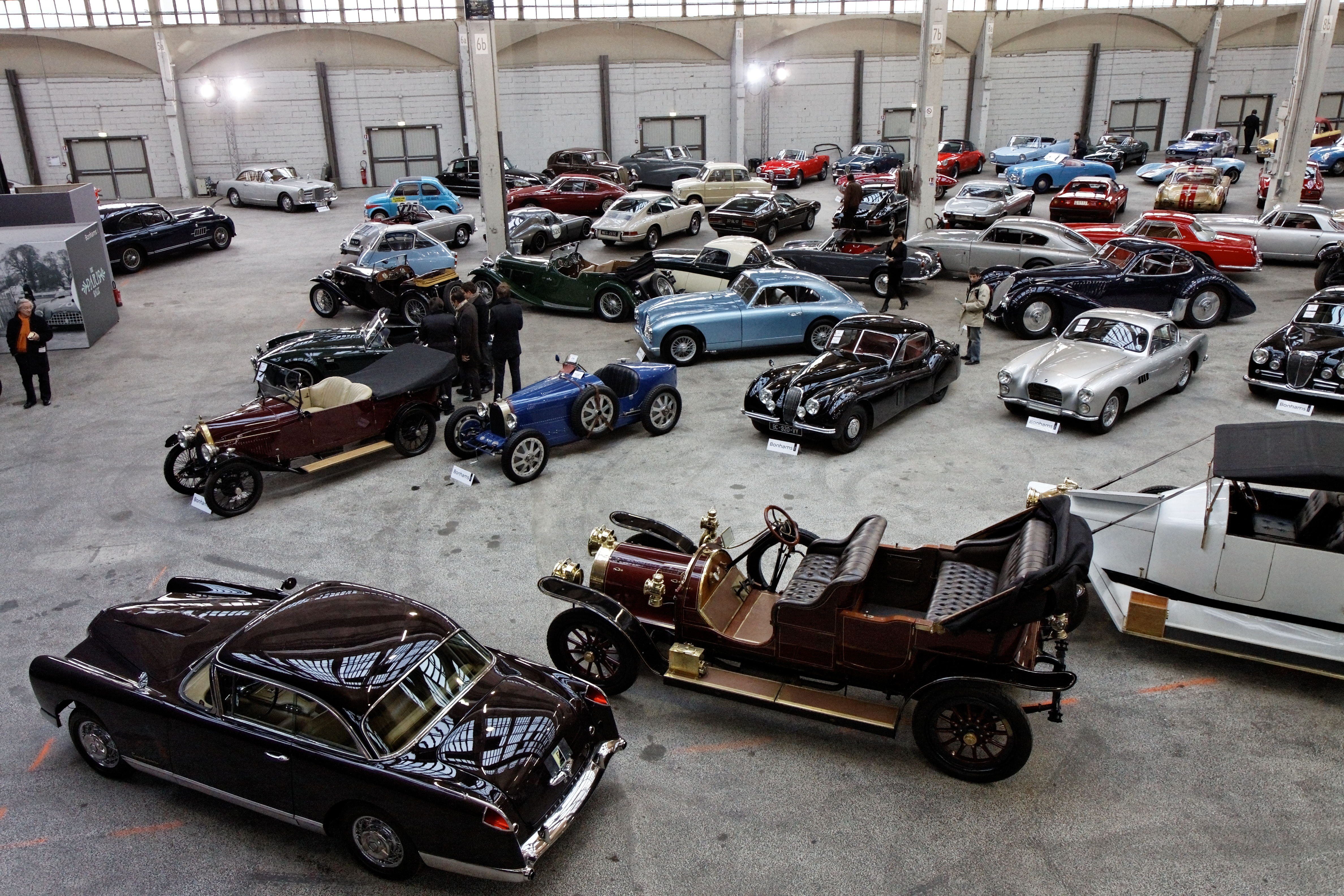
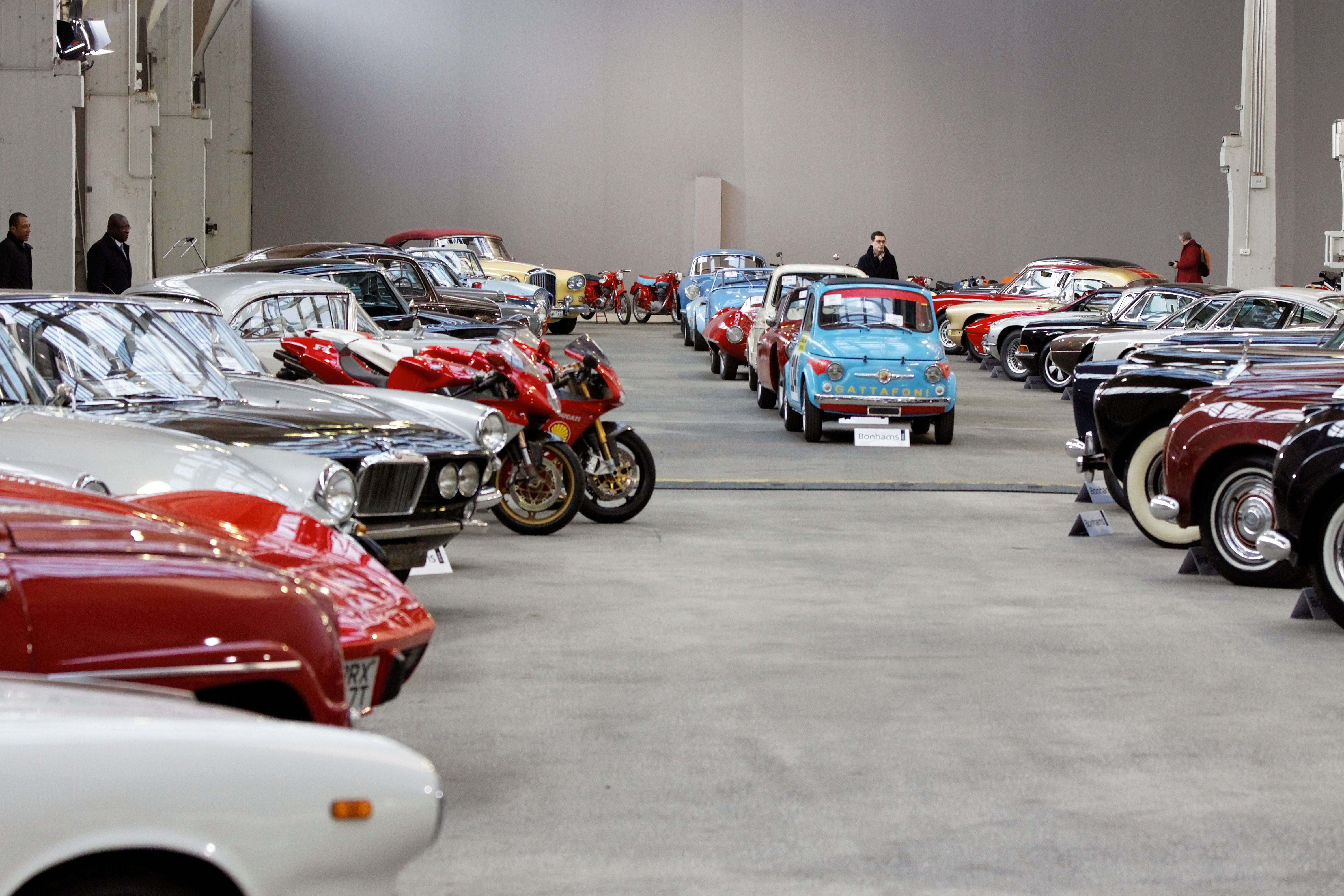